# Luciano Ribeiro
José Luciano Santos Ribeiro (Caculé, 22 de dezembro de 1960) é um advogado e político brasileiro.  
Estudou o ensino fundamental na escola Dona Júlia Montenegro Magalhães e no Colégio Antônio Santana em Licínio de Almeida. Cursou o ensino médio no Colégio Norberto Fernandes, Caculé. Formou-se em Direito na Faculdade de Direito Teófilo Otoni, 1983. Elegeu-se prefeito do município baiano de Caculé em 2004, reelegendo-se em 2008. Em 2014 se elegeu deputado estadual da Bahia pelo Democratas.